# Пођо Лаварино (Терни)
Пођо Лаварино је насеље у Италији у округу Терни, региону Умбрија.
Према процени из 2011. у насељу је живело 67 становника. Насеље се налази на надморској висини од 361 м.